# Jocelyn Hudon
Jocelyn Hudon (Toronto, Ontario; 18 de noviembre de 1994) es una actriz canadiense.

## Vida y carrera
Se formó en la Escuela Nacional de Ballet de Canadá.Comenzó su carrera como actriz en 2015 y es conocida por protagonizar varias películas de Hallmark Channel. Interpretó papeles recurrentes en series, por ejemplo, en Incorporated en 2016/17, en The Strain y 21 Thunder en 2017, en Ice en 2018 y en The Order en 2019.En 2019 asumió el papel de Grace Bennett en la serie When Hope Calls.
Sus papeles cinematográficos principales incluyeron las películas para televisión Christmas Wedding Planner (2017) con Kelly Rutherford y Rebecca Dalton, From Friend to Fiancé y Eat, Drink and Be Married (ambas de 2019),Falling in Love in Niagar y Romance with a Twist (ambas de 2024), en los thrillers Safer at Home (2021) y V for Vengeance (2022).Por su interpretación de Lacey Huxley en el drama cinematográfico The Fall de Shaun Hart, fue nominada a mejor actriz en el Festival de Cine Mammoth de 2024.
En la serie Chicago Fire de 2024, asumió el papel de la paramédica Lyla Novak en la temporada 12 y forma parte del elenco principal en la temporada 13.
Se casó con el actor Jake Manley en 2021. La pareja coprotagonizó la película para televisión Love in the Maldives (2023).

## Filmografía
| Año       | Título                     | Papel                | Notas                      |
| --------- | -------------------------- | -------------------- | -------------------------- |
| 2015      | Pixels                     | Cyber Chick          | Película                   |
| 2015      | Single Ladies              | Melia                | Serie de TV                |
| 2015      | Good Witch                 | Stacy                | Serie de TV                |
| 2015      | Lost Girl                  | Victoria             | Serie de TV                |
| 2016      | Slasher                    | Joven Brenda         | Serie de TV                |
| 2016      | Below Her Mouth            | Modelo / Nikki       | Película                   |
| 2016      | Four in the Morning        | Milkshake Girl       | Serie de TV                |
| 2016      | Gangland Undercover        | Joven Christine      | Serie de TV                |
| 2016–2017 | Incorporated               | Amelia               | Serie de TV                |
| 2017      | Love Locks                 | Alexa                | Telefilme                  |
| 2017      | The Christmas Cure         | Shelly               | Telefilme                  |
| 2017      | The Strain                 | Abby                 | Serie de TV                |
| 2017      | 21 Thunder                 | Becka Jolie          | Serie de TV                |
| 2017      | Christmas Wedding Planner  | Kelsey               | Telefilme, protagonista    |
| 2018      | Ice                        | Willow               | Serie de TV                |
| 2018      | Stories We Tell Ourselves  | Vanessa              | Cortometraje, protagonista |
| 2018      | Frankie Drake Mysteries    | Audrey Smith         | Serie de TV                |
| 2018–2019 | When Calls the Heart       | Grace Bennett        | Serie de TV                |
| 2019      | From Friend to Fiancé      | Jessica Parks        | Telefilme, protagonista    |
| 2019      | The Order                  | Ruby                 | Serie de TV                |
| 2019      | Ransom                     | Natasha              | Serie de TV                |
| 2019      | Eat, Drink & Be Married    | Billie               | Telefilme, protagonista    |
| 2019      | When Hope Calls            | Grace Bennett        | Serie de TV                |
| 2020      | Criminal Minds             | Elizabeth Wise       | Serie de TV                |
| 2020      | 9-1-1                      | Tiffany              | Serie de TV                |
| 2021      | Safer at Home              | Jen                  | Película, protagonista     |
| 2021      | One of a Kind Love         | Kyra Tally           | Telefilme, protagonista    |
| 2021      | Baby, It's Cold Inside     | Hannah               | Telefilme, protagonista    |
| 2021      | Riptide                    |                      | Película                   |
| 2022      | V for Vengeance            | Emma                 | Película, protagonista     |
| 2022      | Sniper: Rogue Mission      | Mary Jane            | Película                   |
| 2022      | The Rookie: Feds           | Katie Windsor        | Serie de TV                |
| 2022      | Acapulco                   | Kelly                | Serie de TV                |
| 2023      | Love in the Maldives       | Rae Parker           | Telefilme, protagonista    |
| 2023      | Dave                       | Campbell             | Serie de TV                |
| 2023      | The Irrational             | Camille Lawson       | Serie de TV                |
| 2024      | Romance with a Twist       | Luna                 | Telefilme, protagonista    |
| 2024      | The Fall                   | Lacey Huxley         | Película, protagonista     |
| 2024      | Falling in Love in Niagara | Madeline             | Telefilme, protagonista    |
| 2024      | Chicago Fire               | Paramedic Lyla Novak | Serie de TV                |